# Мауріцстад

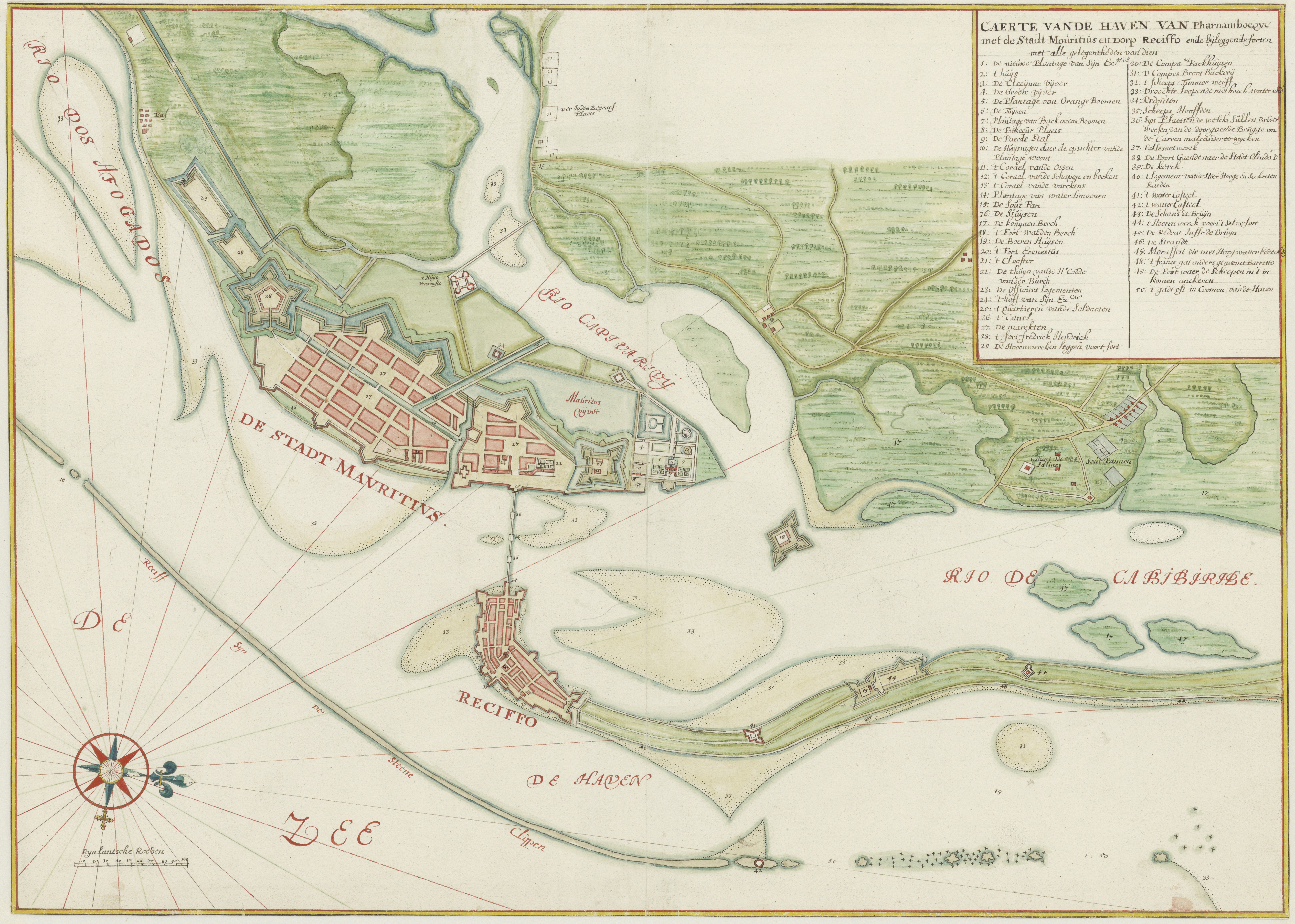
Мапа Мауріцстада і Ресіфі у 1665 році з голландського атласу Vingboons

Мауріцстад (нід. Mauritsstad) або Маурітіополіс (Mauritiopolis) — колишнє місто, столиця Голландської Бразилії, зараз частина міста Ресіфі.
Місто було збудоване на острові Антоніу-Ваз напроти тоді невеликого селища Ресіфі (зараз район міста Ресіфі), за планом голландського архітектора Пітера Поста. Місто отримало свою назву на честь губернатора Йогана Мауріца ван Нассау-Зіген, що заснував місто. Мауріцстад був культуним центром голландських володінь в Америці, тут були збудовані перші в Америці ботанічний сад, зоопарк і музей.